# 니시키오리 카즈키요
니시키오리 카즈키요(錦織 一清, 1965년 5월 11일 -)는 자니즈 사무소 소속 그룹 소년대의 리더 이자 최연장자이다. 애칭은 "니키", 멤버들은 "니시키"라고 부른다. 초등학교 5학년 때 오디션을 보고, 에도가와 구립 히라이미나미 초등학교 6학년이었던 1977년 7월에 자니스 사무소에 입소. 도쿄도 출신. 소년대의 이미지 컬러는 빨강.
2020년 사무소를 퇴소했다.